# José López Rega
José López Rega (Buenos Aires, 17 de octubre de 1916-Buenos Aires, 9 de junio de 1989) fue un político, policía y escritor argentino, conocido por su influencia sobre Juan Domingo Perón y María Estela Martínez de Perón.
Apodado «el Brujo» por sus adversarios, ocupó el cargo de Ministro de Bienestar Social durante los gobiernos de Héctor J. Cámpora, Raúl Alberto Lastiri, Juan Domingo Perón e Isabel Perón, cargo desde el cual organizó la Alianza Anticomunista Argentina, un grupo paraestatal y parapolicial de ultraderecha que practicó atentados y asesinatos selectivos para combatir a las corrientes izquierdistas y revolucionarias en el peronismo y de organizaciones opositoras al gobierno.
Su incidencia en la política fue aumentando desde 1973, en especial luego de la muerte de Perón a mediados de 1974. La influencia que ejerció sobre Isabel a partir de ese momento fue tal que casi la totalidad del gabinete quedó conformado por hombres de su confianza, promovidos por él mismo.
En 1975, renunció a su cargo como cabeza del Ministerio de Bienestar Social tras las negativas reacciones ante los efectos del plan económico del entonces ministro Celestino Rodrigo y fue nombrado embajador en España. Allí permaneció durante todo el período del autoproclamado Proceso de Reorganización Nacional.
Tras permanecer más de diez años prófugo, fue detenido en Estados Unidos en 1986 y extraditado a la Argentina donde fue procesado por asociación ilícita, secuestro y homicidio en el marco de los juicios a los responsables del terrorismo de Estado argentino.
López Rega murió a los 72 años, el 9 de junio de 1989, mientras cumplía prisión preventiva a la espera de la sentencia.

## Biografía

### Primeros años
Hijo de Juan López y Manuela Rega, ambos españoles, López Rega fue, de acuerdo con su biógrafo, un niño introvertido y callado, con un profundo interés en temas espirituales y religiosos. Trabajó en su adolescencia como empleado en una tintorería y como vendedor ambulante. El 19 de junio de 1943 se casó en Buenos Aires con Josefa Flora Maseda Fontenla (Buenos Aires, 2 de diciembre de 1918-Buenos Aires, 2 de junio de 2009), con quien tuvo a su única hija, Norma Beatriz López Rega, nacida en Buenos Aires el 17 de febrero de 1945.  
Después de casarse, consiguió un cargo fijo en la Policía Federal. Gracias al apoyo del jefe de Policía Filomeno Velazco, en 1951, López Rega ingresó a la guardia que protegía la residencia presidencial. Fue circunstancial integrante del equipo de vigilancia de la residencia de Perón, el Palacio Unzúe. Después del derrocamiento de Perón, pasó a integrar la Guardia de Infantería. En 1962, pidió su retiro.
Por otra parte, en 1951, había tenido la oportunidad de cantar varias veces en Radio Nacional. Debido a estas actuaciones conoció al periodista José María Villone, quien años más tarde lo invitó a la Casa de Doña Victoria, en Paso de los Libres, un pueblo en Corrientes. Doña Victoria fue la fundadora de una sede rosacruz de la Fraternidad Antiqua. Esta organización nucleaba a un grupo heterogéneo de personas, de diferentes religiones, reunidas en torno a la búsqueda de conocimiento, definido como de carácter científico y espiritual. Era una asociación de perspectiva universalista. Lopez Rega frecuentó la casa de Doña Victoria, entablando un vínculo con ella y con otros participantes de la Fraternidad. Realizaba investigaciones sobre conocimientos esotéricos y colaboraba con actividades de la Casa. Parte de su producción de libros data de esta época entre mediados de la década del cincuenta y el sesenta. Con el tiempo, fue incorporando a su esoterismo fuentes diversas: elementos de la cultura popular, de las religiones afrobrasileñas, del ocultismo, del espiritismo, de las concepciones rosacruces, entre otras.
Empezó su carrera policial como agente en la Policía Federal para luego ascender a la jerarquía de cabo 1.º, abandonando la institución en 1962. Años después, Perón firmó el decreto 1350 el 3 de mayo de 1974 y fue ascendido directamente a comisario general (permaneciendo en situación de retiro). Notablemente, era promovido al grado máximo del escalafón de oficiales, a pesar de que por ser cabo le correspondía el escalafón de suboficiales y de que estaba retirado desde muchos años antes.

### Vínculo con Isabel y Juan Domingo Perón

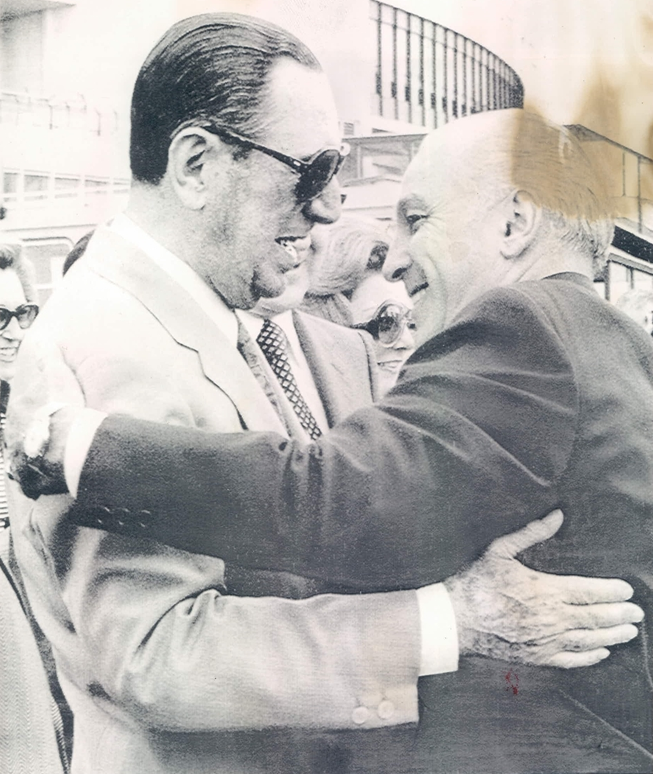
López Rega saluda a Perón, tras una visita a Madrid en junio de 1973.

Juan Lopez Rega fue cabo de policía entre los años 1946 y 1955 (las primeras dos presidencias de Perón). En 1962, decidió retirarse de la institución policial como cabo primero. Durante la década de 1950, además, se vinculó con la Alianza Libertadora Nacionalista (ALN), grupo de choque parapolicial del peronismo. De todos modos, su importante ascenso político comenzó cuando conoció a la esposa de Perón, Isabel, con quien construyó una fuerte relación. 
Su acercamiento a Isabel tuvo como punto inicial el año 1965. Sin embargo, las circunstancias que permitieron que se conocieran son parte de una historia bastante más larga. Lopez Rega era parte de la empresa Suministros Gráficos. Este trabajo lo llevó a acercarse a la Logia Anael (su nombre significa Asociaciones Nacionales en Liberación) a partir de diferentes publicaciones. En particular, Rega imprime un libro del juez Julio Cesar Urien, líder de la logia. En su libro, Urien desarrollaba la teoría de que la unión entre América, Asia y África terminaría con el capitalismo y el comunismo y, así, lograría la liberación final del Tercer Mundo. La lucha contra el imperialismo era el eje del texto. Lopez Rega lo leyó con interés y lo relacionó con sus anteriores conocimientos tanto políticos como esotéricos. Así, Lopez Rega desarrolló un vínculo con Urien y con otro importante miembro de la logia, Bernardo Alberte, ambos delegados de Perón. Es en este contexto que, cuando en 1965 Perón envió a su esposa a Argentina a apoyar la candidatura de Nanclares como gobernador Mendocino, Lopez Rega logra integrar la custodia de Isabel a través de sus contactos en la Logia Anael.
Una vez inserto en el círculo de la esposa del General, Lopez Rega compartió con ella sus ideas esotéricas, sus métodos de apoyo energético y su confianza en el futuro de grandeza que le esperaba a la Argentina bajo el liderazgo de ella y su esposo. La futura presidenta, quien supo tener relaciones con templos umbandas en su juventud y una particular predisposición a las espiritualidades alternativas, le dio a sus palabras un sentido profético y desarrolló con él una amistad que rápidamente se convertiría en un vínculo sólido tanto a nivel personal como político. Fue así como Lopez Rega volvió con ella a Madrid para desempeñarse como valet privado de Perón y asesor espiritual de su esposa. 
Ya en España, su vínculo con Juan Domingo Perón se tornó íntimo con gran velocidad. Hubo varios factores que favorecieron este acercamiento acelerado. Por un lado, Lopez Rega creía tener poderes de curación esotéricos con los cuales, a lo largo de su tiempo en Madrid, intentó aliviar los dolores que el General sentía producto del cáncer que lo atormentaba. Esto generó entre ellos un clima de familiaridad y confianza. Por otro lado, el crecimiento político de López Rega también estuvo vinculado a las numerosas y crecientemente importantes tareas que Perón delegaba en él: estas tareas que inicialmente se correspondían a deberes domésticos y médicos se convirtieron, con el tiempo, en las responsabilidades de un auxiliar político y administrativo imprescindible, a la vez que las de un mediador entre el jefe político y sus seguidores y visitantes. Ante su ascendiente rol en la jerarquía peronista, Lopez Rega comenzó a construir una elevada percepción de sí mismo basada en el poder divino que afirmaba tener y en la eficacia de su magia.
Entretanto, el vínculo espiritual entre Lopez Rega e Isabel se profundizaba. Durante sus años en España, Lopez Rega trabajó en pos de un objetivo: lograr que el espíritu de Eva Perón permee el de Isabel a través de su cuerpo embalsamado. Con el propósito final de lograr una transferencia de alma entre las dos mujeres, Lopez Rega realizaba rituales mágicos entre Isabel y el cuerpo de Eva.  
El contexto político también favoreció el ascenso de Lopez Rega. Durante sus años de exilio, Perón coordinó los movimientos peronistas en Argentina, colaborando con la juventud radicalizada y con los sindicatos a la vez. Lopez Rega, en este periodo crucial para la reconfiguración de la fuerza política peronista, utilizó su cercanía personal con el matrimonio Perón para seguir creciendo dentro de su espacio político.  
En 1971, Lopez Rega pidió a Perón su consentimiento para volver a Argentina, pues su trabajo, cada vez más abarcativo y jerárquico, se había vuelto difícil de realizar desde España. Si bien desde hacía un buen tiempo participaba de todas las reuniones políticas del General y manejaba los documentos que se le enviaban, haciendo casi imposible que sus visitantes lograran sortear su vigilancia, a partir de su mudanza ya nada se le pasó por alto: su inserción en la cúpula del peronismo fue absoluta. 
En febrero de 1973, poco antes de las elecciones del 11 de marzo que permitió al peronismo volver al poder luego de 18 años de proscripción, López Rega se acercó e ingresó a la logia italiana anticomunista Propaganda Due, de la mano de Licio Gelli, con el apoyo activo de la CIA, el secretario de Estado de Estados Unidos, Henry Kissinger, y el Vaticano. Por su intermedio, la P2 se infiltró en el gobierno peronista e influyó decisivamente en el curso de los acontecimientos en los años siguientes.
Tras las elecciones de 1973, en las que triunfó Héctor José Cámpora, Perón lo envió para ocupar la cartera de Bienestar Social, que antes había ofrecido a Montoneros, sin que la aceptaran. Desde allí se opuso a las medidas de los elementos más afines a la izquierda, como Esteban Righi.
En junio, cuando Perón regresó al país, López Rega fue uno de los integrantes del Comité organizador, por lo que se lo consideró instigador de la emboscada del ala derecha del peronismo a la de izquierda que culminó en la brutal masacre de Ezeiza, en que los sectores bajo su mando fusilaron a las columnas de Montoneros que intentaban aproximarse al palco. 
Mario Roberto Santucho, líder del Ejército Revolucionario del Pueblo, llamó a conferencia de prensa para acusar a López Rega y al teniente coronel Jorge Manuel Osinde de la masacre. Las declaraciones de López Rega y de Perón, quien había apoyado en sus cartas desde el exilio a grupos como Montoneros, fueron esta vez durísimas contra ellos, y el delicado equilibrio que había agrupado en el movimiento a dos facciones muy distintas no tardó en romperse. 
López Rega criticó la posición de Cámpora en reunión de gabinete; tras los hechos, y al enterarse de las reuniones de Perón con los líderes de la CGT y el Ejército, tanto Cámpora como su vicepresidente renunciaron, y la presidencia quedó provisionalmente en manos del presidente de la Cámara de Diputados, su yerno Raúl Alberto Lastiri.

### Ascenso al poder
El 4 de agosto, en el Congreso Nacional Justicialista, fueron nominados Juan Domingo Perón como candidato a presidente e Isabel Perón a vicepresidente, esta última por indicación de su esposo (López Rega fue uno de los principales impulsores de la candidatura de Martínez de Perón y acabó disipando las dudas de Perón); el 23 de septiembre, la fórmula Perón-Martínez llegó al poder con el 61,85 %. 
En un intento de presionar a Perón, un grupo de combatientes de las Fuerzas Armadas Revolucionarias (FAR) asesinó al secretario general de la CGT José Ignacio Rucci el 25 de septiembre de 1973, por lo que el propio Perón convocó a una reunión a la que además de los ministros, gobernadores y vicegobernadores asistió el secretario general del Partido Justicialista y en la que se aprobó un Documento reservado en el que se denunciaban las «agresiones marxistas» y se ordenaba a los militantes «participar activamente en las acciones que se planifiquen para llevar adelante esta lucha».
Poco más adelante el ministro Antonio J. Benítez refirió de una reunión informativa a la que habían asistido Perón y altos funcionarios de su gobierno en la cual López Rega y el Jefe de la Policía Federal Alberto Villar exhibieron fotografías y nombraron personalidades políticas que debían ser objeto de depuración de la infiltración marxista.
Con apoyo de la logia P2 y la CIA, López Rega organizó desde el gobierno una fuerza parapolicial conocida como Alianza Anticomunista Argentina o Triple A, con base en el Ministerio de Bienestar Social. El primer atentado firmado por esa organización fue el del 21 de noviembre de 1973 cuando el senador radical Hipólito Solari Yrigoyen fue gravísimamente herido. Se supone que el atentado fue dirigido por el entonces Jefe de la Policía Federal, Rodolfo Eduardo Almirón. Estos escuadrones parapoliciales utilizaron la desaparición de personas, práctica represiva que se multiplicaría exponencialmente durante la Dictadura comenzada en 1976. 
En 1974, López Rega viajó a Libia en representación del gobierno de Perón y firmó numerosos acuerdos en materia cultural, comunicativa, económica, etc. A este objetivo diplomático se le llamó «Misión Argentina en Libia».

### Caída y fuga de López Rega

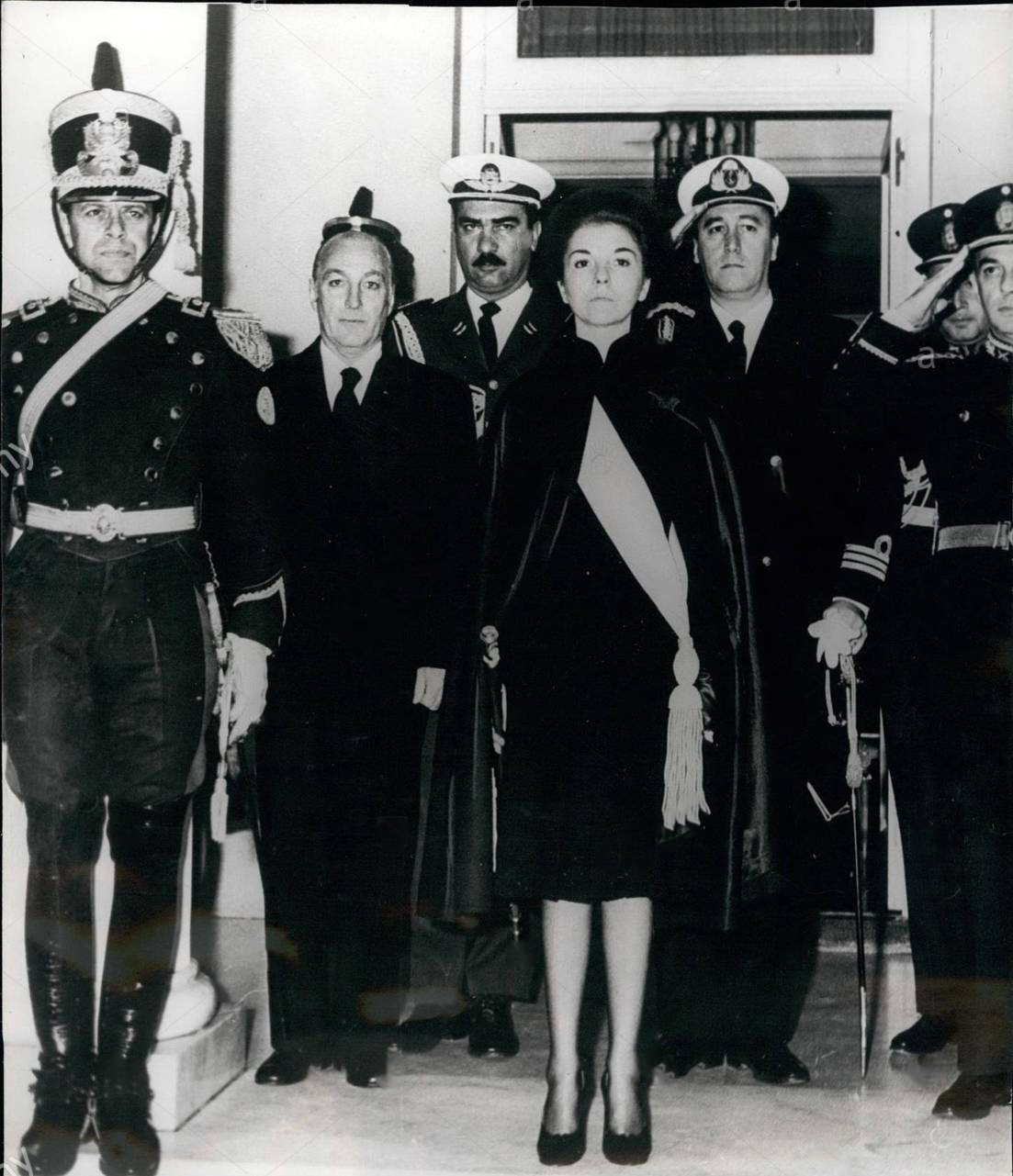
Rega junto a la por entonces presidenta de la nación argentina, Isabel Perón.

Una de las primeras acciones del gobierno de Perón fue la aprobación de una ley por la cual se agravaban las penas de los delitos de sedición y subversión, lo que provocó un enfrentamiento interno y la renuncia de ocho diputados de la Juventud Peronista que se oponían a ella. Tras el fallecimiento de Perón, 1º de julio de 1974, Isabel Perón asumió la presidencia, y López Rega un rango casi de primer ministro, al serle confiada la dirección de todas las secretarías bajo la órbita de la Presidencia. La composición del nuevo ministerio fue casi íntegramente obra suya.
El 11 de julio de 1975, renunció a su cargo tras las violentas reacciones al plan económico promovido por su protegido Celestino Rodrigo —quien también debió renunciar a su cargo—, y fue nombrado embajador itinerante en España (lo que fue interpretado por muchos como una excusa para huir del país) y se refugió en una quinta cercana a Jerez de la Frontera.
El 24 de marzo de 1976, Isabel fue derrocada por un golpe cívico-militar, que implantó una dictadura autodenominada Proceso de Reorganización Nacional, que el 18 de junio puso a López Rega a disposición del Poder Ejecutivo Nacional y solicitó su extradición desde España. El Consejo de Ministros de España resolvió aceptar este pedido y movilizó a la policía para detenerlo, pero López Rega escapó hacia Suiza, donde se instaló cerca de Ginebra. En diciembre de 1976 un cable de la agencia de noticias AFP, reveló que López Rega se encontraba en Roma, protegido por la masonería italiana y socorrido por el empresario Licio Gelli.
Debido a esto, años más tarde, fue procesado por falsificación de documentos y residencia ilegal en territorio europeo, de lo cual resultó absuelto en primera instancia. Sin embargo, en 1983, el Tribunal de Apelación anuló la absolución y López Rega volvió a escaparse, esta vez hacia las Bahamas, donde alternó residencia con Miami. En 1983, el radical Raúl Alfonsín asumió la presidencia constitucional en la Argentina y comenzó a impulsar juicios por los crímenes cometidos por militares y civiles durante el terrorismo de Estado.
Así, el gobierno argentino empezó a buscar a López Rega. Si bien su paradero era desconocido, se sospechaba que permanecía oculto en algún lugar de Estados Unidos. El 27 de febrero de 1986, el juez de Miami Samuel Smargon emitió una orden de arresto contra López Rega, luego de que el 21 de ese mes la Argentina solicitara su extradición por fraude, conspiración, malversación, falsificación y robo.
Finalmente, el 13 de marzo es detenido por el FBI en el Aeropuerto Internacional de Miami cuando regresaba de las Bahamas. Sabiendo que estaba siendo fuertemente buscado, decidió entregarse por su cuenta en la aduana:

—Mucho gusto. Soy López Rega y vengo a entregarme. Acá están los documentos.

Permaneció detenido unas semanas en Estados Unidos hasta que fue autorizada la extradición a la Argentina, donde fue procesado por asociación ilícita, secuestro y homicidio. 
Inmediatamente le fue dictada la prisión preventiva.
Murió en esas condiciones a los 72 años el 9 de junio de 1989, mientras esperaba su condena. Por deseo suyo su cuerpo fue cremado en el Cementerio de la Chacarita y sus cenizas esparcidas en el Río de la Plata.

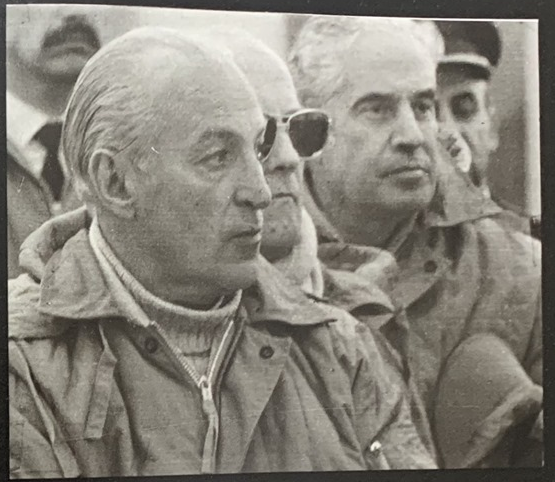
López Rega con ropas antárticas en 1973, cuando acompañó a la delegación oficial.

## Conexiones con la P2
López Rega era miembro de la logia Propaganda Due, entre cuyos miembros también se encontraba el presidente provisional Raúl Alberto Lastiri, así como también el almirante Massera, uno de los comandantes militares que derrocó a Isabel Perón, y el Gran Maestre de la masonería en Argentina César de la Vega. La logia era dirigida por el empresario italiano Licio Gelli. El modus operandi de la masacre de Ezeiza fue similar al de los sucesos de Montejurra o a la masacre de la plaza Taksim en Estambul.
En el mes de abril de 1979, un juez argentino que lo estaba investigando por delitos económicos ordenó un allanamiento en el exdomicilio de Juan Domingo Perón, ubicado en la calle Gaspar Campos de Vicente López. Durante la inspección, los investigadores encontraron en un armario de López Rega una gran capa blanca con una cruz roja bordada en uno de sus costados, anillos y colgantes con emblemas masónicos y libros especializados en masonería y ocultismo. Entre éstos había una enciclopedia universal de la masonería y un ejemplar del diccionario sobre masones argentinos de Alcibíades Lappas.

## En la cultura popular
Debido al misticismo de su personalidad y la trágica influencia histórica que tuvo su accionar, López Rega y la Triple A han sido protagonistas de varios ensayos, libros, películas y parodias.
- En la película El secreto de sus ojos, el responsable detrás del asesinato (ocurrido en 1974) sobre el que gira la historia obtiene impunidad por ser un sicario del Ministerio de Bienestar Social.
- En el programa Peter Capusotto y sus videos, hay una parodia donde un conjunto llamado Los López Reggae cantan consignas contra la izquierda del peronismo.[29]

## La obra literaria de López Rega
José López Rega dedicó parte de su vida a la producción literaria. La mayoría de los libros tratan temáticas relacionadas al esoterismo y a la astrología, que fueron pilares cruciales de su espiritualidad e ideología. Los libros publicados por Lopez Rega de los que se tiene registro son: Astrología Esotérica: secretos develados (1962), Alpha y Omega: un mensaje para la humanidad (1963), La Astroagenda (1965), El Sabio Hindú (1972 / 1977) y El idioma de la verdad (1975). Más allá de estos títulos, existen otros textos que nunca llegaron a publicarse, pero que fueron anunciados en sus libros publicados. No se tiene evidencia de que hayan sido distribuidos. Por ejemplo, en la solapa de "Astrología Esotérica", López Rega anunció seis libros en preparación: Génesis de la nueva era, ¡El hombre! ¡Un mundo desconocido!, Conocimientos espirituales, Tratado de canto, impostación y arte escénico, El libro de los desheredados, Libro madre del éxito (Predicciones y guía diaria válida hasta el año 2000). 

### Astrología Esotérica: secretos develados (publicado en 1962)
La astrología esotérica consiste en el estudio e interpretación de la conexión entre el cosmos, la naturaleza y la psique humana. El libro explora la astrología desde dicha rama, poniendo el foco en conocimientos ancestrales, misterios relacionados con los movimientos celestes y la influencia de estos últimos en la vida humana. En parte, su objetivo es funcionar como un manual de autoayuda. La obra se divide en cuatro partes. En los primeros tres subtítulos, “Zodíaco Multicolor”, “Zodíaco Vegetal” y “Zodíaco Musical”; se relacionan los signos del zodiaco con colores, aromas y sonidos respectivamente. La última parte se denomina “Sistema Abreviado de Astrología”. El texto incluye tablas, cartas astrales, gráficos y números y menciona a varios autores, cuyos conocimientos son admirados por Lopez Rega. Este libro fue uno de los más populares de López Rega y fue a partir de una crítica devastadora al mismo, redactada por Pedro Leopoldo Barraza, que recibió su famoso apodo, “el Brujo”.  

### Alpha y Omega: un mensaje para la humanidad (publicado en 1963)
La obra publicada en 1963, trata temáticas vinculadas a la naturaleza humana, la vida y el universo desde una perspectiva esotérica y espiritual. Se centra en la idea de la dualidad y la conexión entre el ser humano y las fuerzas cósmicas; así como también aborda conceptos como el karma, la reencarnación y la importancia del autoconocimiento. Si bien la astrología no ocupa un lugar central, el cierre del libro desarrolla, signo por signo, reconvenciones de distinto tipo. Por lo tanto, el libro combina a los astros con la figura de Cristo, el Alpha y Omega bíblico. A su vez, se mencionan temas como la bomba atómica y su funcionamiento dando cuenta del peso que, para Lopez Rega, tenían la técnica y la ciencia junto a las preocupaciones del mundo de la Guerra Fría.  

### La Astroagenda (publicado en 1965)
La Astroagenda fue una pequeña libreta, que incluyó un horóscopo para cada día de 1965, junto a consejos esotéricos sobre cómo vivir y otros elementos relacionados con la astrología y las ciencias ocultas. Lopez Rega la presentó como una herramienta para ayudar al hombre común a resolver sus problemas. Además, cada día del año contiene el santo, la posición de los planetas, y las horas favorables del día para la suerte y el dinero, el amor, el trabajo, y la mente.  

### El Sabio Hindú (publicado en 1972, aunque muchos lo sitúan en 1977)
La obra es una combinación entre una narración con tintes místicos, una novela, y una parábola espiritual-filosófica. La trama gira en torno a un sabio oriental, el “hindú”, quien transmite enseñanzas espirituales a un discípulo. El relato está repleto de diálogos entre maestro y alumno. El texto trata diversas temáticas, entre ellas: la iniciación espiritual, el secretismo religioso, el dualismo moral, el destino y el karma. El libro mezcla referencias al cristianismo esotérico, la astrología, la teología y el rosacrucismo, mostrando la visión espiritual heterogénea y compleja de Lopez Rega. El libro fue sujeto a diferentes interpretaciones donde temáticas, como la clara distinción entre las fuerzas del bien y las fuerzas del mal, fueron vinculadas a la realidad política de su autor y dando cuenta de su visión polarizada durante su rol político. Las interpretaciones varían dependiendo del año de publicación que se tenga en cuenta ya que existen dudas acerca de si fue escrito en 1972 o 1977.  

### El idioma de la verdad (publicado en 1975)
El idioma de la verdad es un libro autobiográfico en el que, si bien se incluyen paralelismos entre Dios y Lopez Rega, el foco está puesto en determinados hechos políticos relevantes y cómo fueron vividos, e incluso interpretados, por el autor. Por ejemplo, el retorno de Perón a la Argentina y su posterior muerte, su gestión en el Ministerio de Bienestar Social, la irreconciliable pelea entre la izquierda y la derecha peronista, entre otros. La obra está dedicada “al pueblo argentino como testimonio de mi inocencia”. El autor se queja de "la saturación periodística" hacia su persona, a la que considera alejada de la verdad. Asegura que los medios de comunicación han "vendido información al mejor postor" y que son "enemigos de la democracia mundial y sobre todo, enemigos de nuestra Patria". Lopez Rega dedica este espacio a limpiar su reputación y argumentar por qué sus acciones durante su gestión política estaban justificadas. Menciona que “dentro de ese marco (. . .) se ha desarrollado la controversial publicidad sobre mi persona y mi vida (…) tratando en todo momento de crearme descrédito y presentarme como un ser repulsivo" . En el libro, López Rega asegura que Perón fue como un padre más que un amigo. Repasa cuáles fueron las principales metas de su gestión en los años en que acompañó a Perón en su exilio, y ofrece su versión de lo ocurrido el 17 de noviembre de 1972 (día en que Perón regresó por primera vez al país) .  